# Interdiction des médias russes RT et Sputnik par les autorités européennes
Quatre jours après le début de l'invasion russe de l'Ukraine, le 27 février 2022, la présidente de la Commission européenne, Ursula von der Leyen, l'interdiction de diffusion des médias d'État russes Sputnik et RT (Russia Today), ce qui est rendu effectif le 2 mars 2022.

## Annonce de la Commission Européenne
Le 27 février 2022, Ursula von der Leyen, annonce sur Twitter l’interdiction des médias d’État russes Sputnik et RT : ces médias « ne pourront plus diffuser leurs mensonges pour justifier la guerre de Poutine », explique alors la présidente de la Commission,. Les réactions à cette interdiction sont peu nombreuses dans les médias. Pour d'autres « Depuis l'invasion de l'Ukraine, les boucles Telegram jusqu'ici obsédées par le pass vaccinal ont un nouveau dada : reprendre les éléments de langage prorusses pour expliquer le conflit »,. Le 1er mars, Thierry Breton, commissaire européen en charge de l’audiovisuel, confirme cette volonté de sanction en déclarant « Il n’y a pas de place pour la propagande de guerre russe dans notre espace informationnel » prônant ainsi une exclusion totale et inédite sur l'ensemble des supports (télévision, le satellite, le streaming, les applications, l’IPTV  et les fournisseurs d’accès à Internet). Le 4 mars, la Commission européenne adresse un courrier pour une demande de  déréférencement  de « rt.com » et « sputniknews.com » aux principaux moteurs et aux réseaux sociaux (Google, Bing, Yahoo ou Qwant). La restriction est justifiée par les menaces à l’ordre et à la sécurité publics de l’Union. Néanmoins, l'imprécision d'identification des sites dans le texte officiel transfert la responsabilité des FAI à définir le périmètre de blocage en l'absence d'un acte législatif. Cette absence de liste officielle des noms de domaine à bloquer pouvant créer une insécurité juridictionnelle suscite des requêtes auprès des régulateurs dont l'ARCEP et du BEREC du fait que cette sanction est en contradiction avec le règlement Internet Ouvertqui prévoit « qu'un opérateur ne peut procéder à un blocage de contenu que si ce dernier a été précisément désigné par un acte législatif, ou une décision de justice, ou une décision d'une autorité administrative indépendante respectant les droits fondamentaux de l'Union ».

## Cour de justice européenne
La Cour de justice européenne est saisie en référé par RT France le 8 mars 2022. Cependant, dans une ordonnance rendue le 30 mars 2022, la Cour de justice de l'Union européenne écarte la demande de RT France de lever l’interdiction de diffusion de ses contenus. Les recours de la chaîne de télévision ne sont pas épuisés et c’est seulement la demande d’urgence qui est écartée. Il y aura donc une décision au fond à venir.
Pour Xenia Fedorova, présidente de la chaîne RT France, cette interdiction est un « grand danger pour la liberté d'expression ». Selon elle, la décision de bannir cette chaîne, dans laquelle travaille 176 salariés, dont plus de 100 journalistes accrédités, est une violation de l'État de droit et va à l’encontre des principes mêmes de la liberté d'expression.

## Arrêt de la Cour
Le 27 juillet 2022 la justice européenne a rejeté la demande de la chaîne d'information RT d'annuler la suspension de sa diffusion intervenue le 2 mars 2022.
Pour la cour européenne de justice, l'interdiction temporaire ne remet pas en cause la liberté d'expression en tant que telle comme l'affirme RT. La cour estime aussi que « les limitations à la liberté d’expression de RT France […] sont proportionnées, en ce qu’elles sont appropriées et nécessaires, aux buts recherchés », à savoir empêcher la « propagande » en faveur de « l’agression militaire de l’Ukraine par la Fédération de Russie » lors « d’émissions diffusées à la télévision et sur Internet par un média entièrement financé par l’État russe ». Par la voix du porte parole du Kremlin Dmitri Peskov, le gouvernement russe a réagi à cette décision en annonçant des prochaines contre mesures.

## PlateformeOdysee
La plateforme américaine Odysee a continué jusqu'en octobre 2022 à diffuser les programmes de RT France en direct et en français. Alerté par la presse et en particulier par un article diffusé sur le site de Radio France, le ministère de la Transition numérique français demande et obtient l'éviction des chaines RT France et Sputnik de la plateforme américaine de streaming.